# Selma Rıza
Selma Riza, turška novinarka in pisateljica, * 5. februar 1872, Carigrad, Osmansko cesarstvo (zdaj Turčija), † 5. oktober 1931, Carigrad.
Riza velja za prvo žensko novinarko v Osmanskem cesarstvu.

## Življenje in delo
Selma Riza se je rodila očetu Ali Rizi Beyu, politiku in diplomatu, ter materi Naile Hanim. Doma, v Carigradu, jo je poučeval domači učitelj. Riza je leta 1898 odpotovala v Pariz k svojemu bratu Ahmetu Rizi, ki je bil član gibanja Mladih Turkov. Študirala je na Sorboni. V času bivanja v Franciji je pisala članke o udeležbi žensk v političnem in kulturnem življenju. Dela je objavljala v časopisu Mechveret Supplément Français v francoskem jeziku in v časopisu Şura-yı Ümmet, natisnjenem v turškem jeziku. Pridružila se je Stranki zveze in napredka (turško İttihat in Terakki Cemiyeti). Bila je edina ženska članica te stranke.
Po razglasitvi ustavne monarhije se je Riza leta 1908 vrnila v Carigrad. Pisala je v dveh ženskih časopisih in sicer v Hanımlara Mahsus Gazete (Časopis za ženske) in Kadınlar Dünyası (Ženski svet). Med letoma 1908 in 1913 je bila generalna sekretarka turškega Rdečega polmeseca. Pomembno je sodelovala pri prestrukturiranju tega humanitarnega organa. Zavzemala se je za preureditev palače Adile sultan v šolo za dekleta, da bi jim tako omogočili izobraževanje.

## Delo
Leta 1892 je pri komaj 20 letih napisala roman Uhuvvet (bratstvo). Sama ga ni izdala, pač pa ga je izdalo turško Ministrstvo za kulturo leta 1999
Njen najbolj znan citat je: "Svoboda ... Svoboda!" (turško:"Özgürlük ... Özgürlük!")